# Жирекенське міське поселення
Жиреке́нське міське поселення (рос. Жирекенское городское поселение) — міське поселення у складі Чернишевського району Забайкальського краю Росії.
Адміністративний центр — селище міського типу Жирекен.

## Населення
Населення міського поселення становить 4399 осіб (2019; 4615 у 2010, 4001 у 2002).

## Склад
До складу міського поселення входять:
| Населений пункт               | Населення, осіб (2002) | Населення, осіб (2010) |
| ----------------------------- | ---------------------- | ---------------------- |
| Жирекен, селище міського типу | 3937                   | 4565                   |
| Ковекта, селище               | 43                     | 30                     |
| Озерна, село                  | 21                     | 20                     |